# إدوين إي. إليس
إدوين إي. إليس (بالإنجليزية: Edwin E. Ellis)‏ هو مصور أمريكي، ولد في 28 أغسطس 1924 في بادوكا في الولايات المتحدة، وتوفي في 2 أبريل 1989.